# Centris moldenkei
Centris moldenkei är en biart som beskrevs av Toro och Chiappa 1989. Centris moldenkei ingår i släktet Centris och familjen långtungebin. Inga underarter finns listade.